# Ældrebolig
Ældreboliger er boliger, der er indrettet med særlige hensyn til ældre, ofte gangbesværede beboere. De opføres ofte på initiativ af kommunen – undertiden med kommunen som bygherre og ejer, men nu mere af private boligselskaber, eks. OK-Fonden eller Lejerbo.
Boligerne er beregnet til ældre, der er for raske til at bo på plejehjem, men som er noget plejekrævende og hvor det oprindelge hjem ikke var så velegnet.